# 강희원
강희원(姜熙遠, 1956년~)은 대한민국의 법학자이자 대학 교수이다. 경희대학교 법학전문대학원에 재직 중이다. 경희대학교 법학과를 졸업하였고, 문재인 대통령의 경희대 동문이다. 제24회 사법고시에 합격하였다.